# مروان حبش
مروان حبش (مواليد 1938) هو سياسي وكاتب سوري. كان عضوا في القيادة الإقليمية لحزب البعث في سوريا ووزير الصناعة في حكومة صلاح جديد. بعد انقلاب ناجح ضد قيادة جديد في عام 1970 سجن حبش مع آخرين يعتقد أنهم موالون لجديد. يعتبر أقدم السجناء السياسيين في العالم وأطلق سراحه في عام 1993. منذ ذلك الحين أصبح كاتب ومحلل عام.

## النشأة
ولد حبش في جباتا الزيت في مرتفعات الجولان وكان عضوا في القيادة الإقليمية لحزب البعث بين أغسطس 1965 ونوفمبر 1970. عمل حبش أيضا كوزير شؤون قرى الخط الأمامي ووزير الصناعة في حكومة صلاح جديد.
عندما انقسم حزب البعث كان حبش ينتمي إلى الفصيل الذي ظل مخلصا للقيادة الوطنية في العراق.

## السجن
بعد انقلاب وزير الدفاع آنذاك حافظ الأسد ضد قيادة جديد في عام 1970، اعتقل جديد وموالون له (ومن بينهم حبش)، وكانوا معروفين باسم حركة 23 شباط، في تشرين الثاني وكانون الأول من ذلك العام وسجنوا في سجن المزة العسكري في دمشق.
طوال فترة احتجازه التي استمرت 23 عاما تعرض حبش للتعذيب من قبل بعض زملائه السابقين في الحزب بما في ذلك ناجي جميل وعدنان دباغ وعلي المدني وعلي دوبا. أفرج عنه بأمر من الرئيس حافظ الأسد في عام 1993.

## الكتابة والتحليل
نشر حبش أكثر من 50 مقالة تغطي حوالي 300 صفحة والتي شرحت تجاربه كسجين سياسي وغطت جزءا من تاريخ حركة البعث في سوريا قبل سجنه في كلنا شركاء في الوطن وغيرها من وسائل الإعلام العربية بين عامي 2002 و 2009. من بين هذه المقالات: حركة 23 شباط ... الدواعي والأسباب ومحاولات عصيان الرائد سالم حطوم في السويد يوم 8 سبتمبر 1966 وحرب حزيران: المقدمات والواقع.
في عام 2002 استدعي حبش لاستجواب عملاء المخابرات السورية بعد نشر مقال يدعو إلى تعزيز المجتمع المدني في سوريا.